# Time (Illinois)
Pour les articles homonymes, voir Time.
Time est un village situé dans le comté de Pike, dans l’État de l’Illinois, aux États-Unis. Sa population s’élevait à 23 habitants lors du recensement de 2010, estimée à 22 habitants en 2016.

## Source
- (en) Cet article est partiellement ou en totalité issu de l’article de Wikipédia en anglais intitulé « Time, Illinois » (voir la liste des auteurs).